# Ливерпульские чёрные вдовы
Кэ́трин Фла́ннаган (англ. Catherine Flannagan; 1829 — 3 марта 1884) и Ма́ргарет Хи́ггинс (англ. Margaret Higgins; 1843 — 3 марта 1884) — сёстры-ирландки, жительницы Ливерпуля, осуждённые за умышленное убийство и заподозренные в совершении ещё четырёх убийств в период с декабря 1880 по сентябрь 1883 года. Преступницы, получавшие после каждой смерти страховые выплаты от похоронных обществ, были обвинены в отравлении мышьяком мужа Маргарет — Томаса Хиггинса (англ. Thomas Higgins), приговорены к смертной казни и повешены в один день в ливерпульской тюрьме Кёркдейл. Современное расследование показало, что Фланнаган и Хиггинс могли быть вовлечены в масштабный заговор «чёрных вдов» (англ. black widows), совершавших серийные убийства ради денежной выгоды. Ни один приговор в отношении других участниц предполагаемого заговора, однако, так и не был вынесен.